# Мельгарехо, Мануэль Мариано
Мануэль Мариано Мельгарехо Валенсия (исп. Manuel Mariano Melgarejo Valencia; 1820—1871) — боливийский политический деятель, президент страны в 1864—1871 годах.

## Биография
Мельгарехо родился 13 апреля 1820 года в департаменте Кочабамба, был внебрачным сыном испанца Игнасио Валенсии и индианки кечуа по имени Лоренса Мельгарехо. Отец испанец не признал своего сына и бросил его сразу после рождения. По этой причине он носил фамилию своей матери Мельгарехо.
Начав военную карьеру в родном департаменте, Мельгарехо постепенно поднялся по служебной лестнице благодаря своей готовности участвовать в мятежах и заговорах. Участвовал в военном перевороте против режима диктатора Мануэля Бельсу, за что был обвинен в государственной измене, но получил помилование. Генерал Мельгарехо сначала поддержал диктаторский режим Линареса (1857—1861), а затем сражался на стороне Хосе Марии Ача, который стал президентом в 1861 году. В декабре 1864 года Мельгарехо возглавил восстание против последнего, в результате чего провозгласил себя президентом Боливии. Учитывая то, что силы Бельсу все ещё контролировали часть страны, Мельгарехо организовал его поиски и, по легенде, лично убил бывшего диктатора.
Установив свою власть, Мельгарехо начал править так, как правил ни одно правительство до него. Он решительно подавил все оппозиционные силы в стране и значительно ограничил традиционные права коренного населения страны, которое в итоге лишилось немалой части общинных земель. Период его правления стал самым трагическим эпизодом в истории Боливии. Это было связано с репрессиями, которые он проводил, а также с бессмысленными территориальными уступками Чили.
Оппозиционные силы объединились ради ликвидации тирании Мельгарехо, что вылилось в государственный переворот. 15 января 1871 он был свергнут силами во главе с генералом Агустином Моралесом. После этого Мельгарехо бежал из страны в Лиму (Перу), где был убит 23 ноября братом своей любовницы.

## Семья
Был женат на Росе Рохас, имел с ней сына по имени Северо Мельгарехо. Также имел множество любовниц и внебрачных детей.